# 주상면
주상면(主尙面)은 대한민국 경상남도 거창군의 면이다. 거창군의 중앙부에 자리하고 있으며, 북부권역 교통의 중심지로 국도 제3호선과 지방도 제1089호선이 통과하고 있다.

## 연혁
조선시대에는 동쪽을 지상곡면이라 하여 성기역, 장생동리, 고대리, 보광리, 도평리 등 5개 리로 나누고 면사무소는 도평리에 두었다. 서쪽은 옛 거창군의 큰 골짜기라 이르는 주곡면이라 하고, 연제리, 완계서원리, 완서리, 오산리, 오리동리 5개 리로 나누고, 연제리에 면사무소를 두었다. 1913년에 두 면을 합하여 주상면이라 하였으며 연제리에 있던 면사무소를 1920년에 도평리로 옮겼다. 지금은 도평리, 연교리, 내오리, 완대리, 성기리, 거기리, 남산리 등 7개 리로 나뉘어 있다.

## 행정 구역
- 거기리
- 내오리
- 남산리
- 도평리
- 연교리
- 완대리
- 성기리

## 교육
- 주상초등학교